# Пьюласки (округ, Миссури)
Округ Пьюла́ски (англ. Pulaski County) — округ штата Миссури, США. Население округа на 2009 год составляло 46 457 человек. Административный центр округа — город Уэйнсвилл.

## История
Округ Пьюласки основан в 1833 году.

## География
Округ занимает площадь 1416,7 км². 11,11 % площади округа занимает единственный национальный лес Миссури — «Марк-Твен».

## Демография
Согласно оценке Бюро переписи населения США, в округе Пьюласки в 2009 году проживало 46 457 человек. Плотность населения составляла 32.8 человек на квадратный километр.